# Hemimont Plateau
Das Hemimont Plateau (englisch; bulgarisch плато Хемимонт plato Chemimont) ist eine überwiegend rund 1600 m hohe und vereiste Hochebene im  Grahamland auf der Antarktischen Halbinsel. Sie reicht von der Loubet- und Fallières-Küste im Westen bis zur Bowman-Küste im Osten und erstreckt sich über eine Länge von 100 km zwischen den Kopfenden des Finsterwalder- und des Demorest-Gletschers im Norden bis zum Neny-Gletscher im Süden. Zum bis zu 1700 m hohen südliche Teil gehören der McLeod Hill, der Beacon Hill und der Armadillo Hill. 
Die bulgarische Kommission für Antarktische Geographische Namen benannte sie 2016 nach der antiken römischen Provinz Haemimontus im Südosten Bulgariens.